# Aldo Clementi
Aldo Clementi (* 25. Mai 1925 in Catania; † 3. März 2011 in Rom) war ein italienischer Komponist. Er schrieb Bühnen-, Orchester- und Chorwerke, Vokal- und Kammermusik sowie Elektronische Musik.

## Leben
Clementi studierte von 1938 bis 1946 Klavier bei Giovanna Ferro und beendete seine Pianisten-Ausbildung 1947 an der Accademia Chigiana in Siena bei Pietro Scarpini, wo er auch an der Musikwoche Siena teilnahm. Daneben nahm er Unterricht in Komposition bei Alfredo Sangiorgio (1943–1948) und Goffredo Petrassi (1952–1954). 1954 erlangte er ein Kompositionsdiplom am Conservatorio di Santa Cecilia in Rom. 1956 bis 1962 arbeitete er am Studio di fonologia musicale von RAI in Mailand. In dieser Zeit besuchte er Ferienkurse für Neue Musik in Darmstadt und 1961/62 Kompositionskurse bei Karlheinz Stockhausen in Köln. Bei den Weltmusiktagen der Internationalen Gesellschaft für Neue Musik (ISCM World Music Days) wurden 1957 in Zürich die Sonata für 3 Instrumente und 1959 in Rom/Neapel die 3 Studi für Kammerorchester aufgeführt. Clementi lehrte von 1971 bis 1992 als Professor für Komposition am Conservatorio Giovanni Battista Martini in Bologna und am Conservatorio Giuseppe Verdi in Mailand.